# 16-та дивізія крейсерів (Імперський флот)
16-та дивізія крейсерів (Імперський флот) — підрозділ Імперського флоту Японії, кораблі якого взяли участь у Другій світовій війні. Особливістю дивізії стало те, що за часів війни через неї встигло пройти 9 крейсерів.

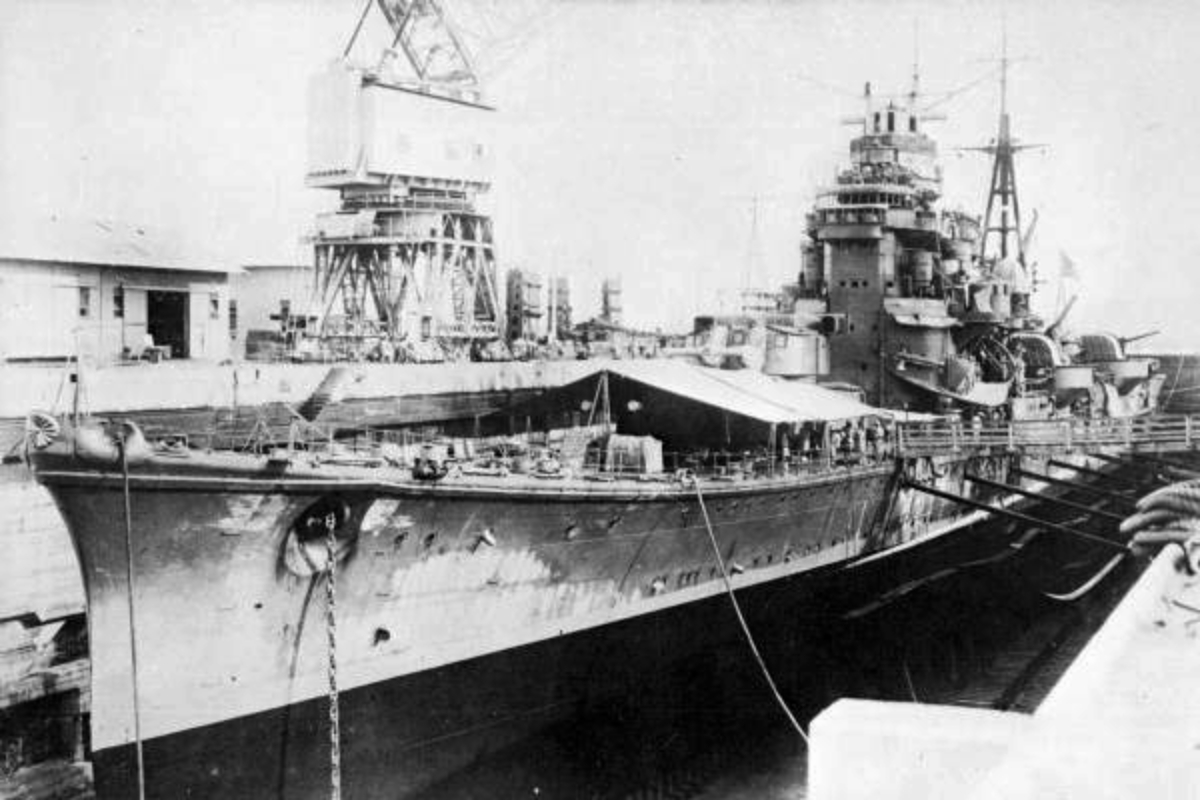
Крейсер «Асігара»

Станом на момент вступу Японії у Другу світову дивізія належала до Третього флоту. Особливістю підрозділу було те, що до нього входили кораблі різних класів — важкий крейсер «Асігара» та два легкі крейсери — «Кума» та «Наґара». Всі вони повинні були взяти участь у вторгненні на Філіппіни, при цьому перші два прибули до Мако (важлива база ВМФ на Пескадорських островах у південній частині Тайванської протоки) та становили основу загону дистанційного прикриття для десантних операцій на півночі Лусону, тоді як «Наґара» мав діяти на східному узбережжі архіпелагу й тому пройшов на Палау (захід Каролінських островів).
З 7 по 14 грудня 1941-го Асігара" та «Кума» взяли участь у прикритті допоміжних десантів, які спершу висадили на острови Бабуян та Батанес у Лусонський протоці, а 10 грудня до Апаррі та Вігану на Лусоні. Далі загін повернувся до Мако, а 19 числа знову вийшов у море в межах операції з висадки головних сил до затоки Лінгайєн. Остання успішно відбулася в ніч проти 22 грудня, а вже 23 грудня крейсери повернулись до Мако. В обох випадках до загону входив важкий крейсер «Мая» із 4-ї дивізії, а ескорт забезпечували есмінці «Асакадзе» та «Мацукадзе».

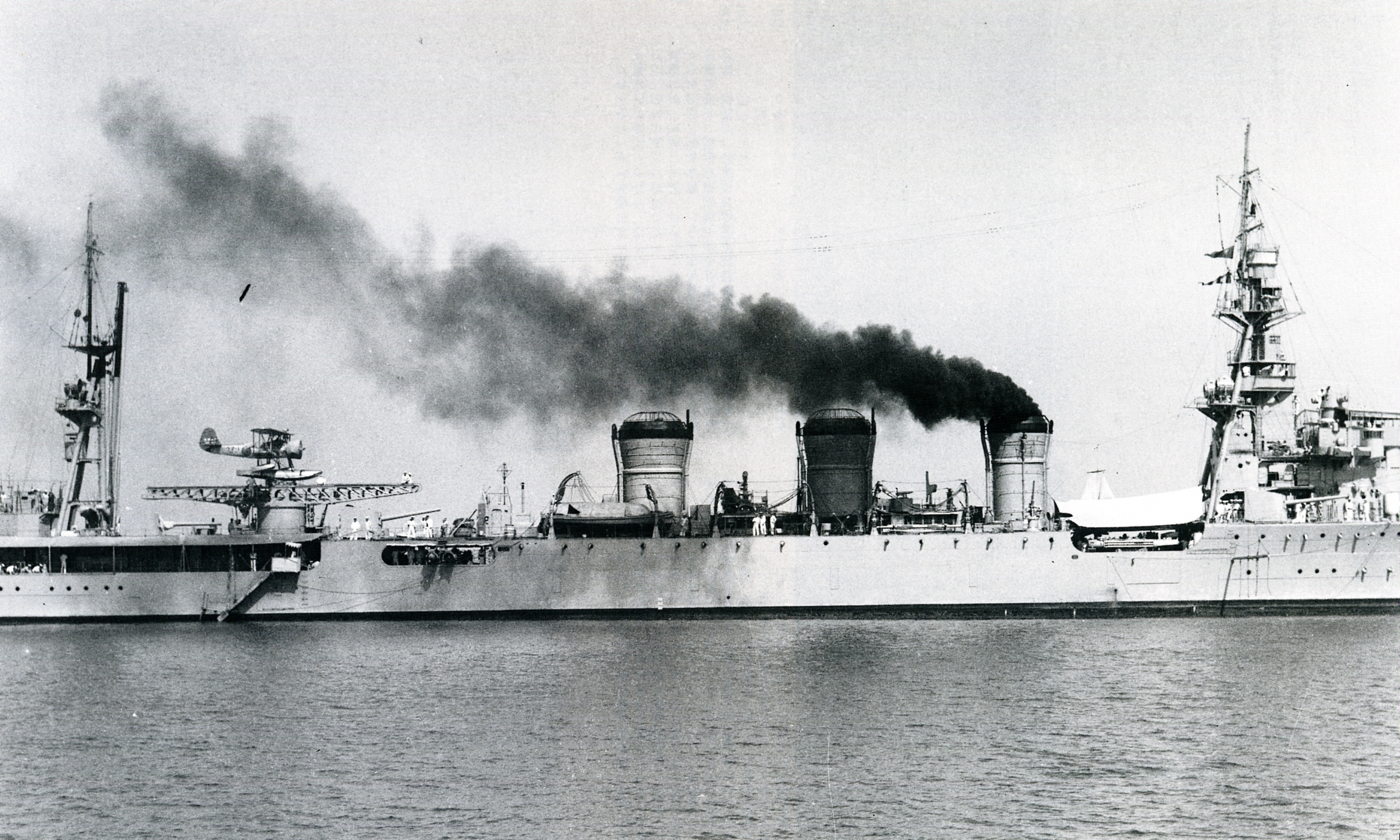
Крейсер «Кума»

Що стосується «Наґара», то він 6 грудня 1941-го разом з 6 есмінцями вийшов з Палау для безпосереднього прикриття транспортного загону, який 12 грудня висадив допоміжний десант на південно-східному завершенні Лусону в Легаспі. Після цього загін «Нагара» рушив на північ до острову Амаміошима (північна група островів Рюкю) та починаючи з 17 грудня супроводжував звідси іншу груп транспортів, яка 24 числа провела висадку у затоці Ламон-Бей на східному узбережжі Лусону (північніше від Легаспі).
Успішний розвиток операції на Лусоні дозволив перенаправити частину сил для розвитку наступу з півдня Філіппін на східну частину Нідерландської Ост-Індії. Зокрема, 2—6 січня 1942-го Асігара пройшов з Формози до Давао на південному узбережжі острова Мінданао (цей філіппінський порт японці захопили ще 20 грудня), після чого став флагманським кораблем східного японського угруповання. Кума продовжив дії біля Лусону, проте з 3 січня він вже не належав до 16-ї дивізії та напряму підпорядковувався Третьому Південному експедиційному флоту (тільки-но створене формування, яке відповідало за дії у Філіппінському архіпелазі).
Нагара на початку січня 1942-го полишив Ламон-Бей та, як і Асігара, прибув до Давао, проте цей легкий крейсер планували й далі використовувати для безпосереднього супроводу десантів. У подальші кілька тижнів Нагара взяв участь у висадках в Менадо на північно-східному півострові острова Целебес (десантування сталося в ніч проти 11 січня), Кендарі на південно-східному півострові Целебесу (24 січня) та Макассарі на південно-західному півострові Целебесу (8 лютого).

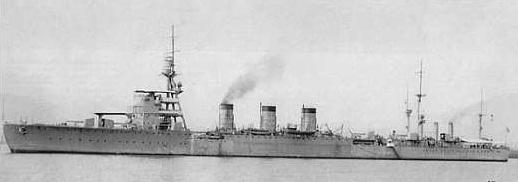
Крейсер «Нагара»

У наступному десанті на Балі (19 лютого) функція «Нагари» змінилась — тепер він з 3 есмінцями склав загін дистанційного прикриття. Останній не встиг прибути на допомогу есмінцям безпосереднього супроводу, які вступили у бій з переважними силами союзників у протоці Бадунг, що, втім, не завадило японцям здобути перемогу. Через кілька діб «Нагара» сам повів до Балі конвой транспортів, при цьому 24 лютого британський підводний човен уразив крейсер двома торпедами, які, на щастя японців, не здетонували. З цього походу Нагара повернувся на базу в Макассар лише 26 лютого та не взяв участь у вирішальній битві в Яванському морі, що почалась 27 числа, та у висадці на Яві в ніч проти 1 березня.
«Асігара», який понад місяць провів у затоці Давао, в середині лютого 1942-го в межах підготовки до Яванської операції пройшов через Голо (порт на однойменному острові у філіппінському архіпелазі Сулу) до Балікпапану. На першому етапі переходу його охороняв есмінець «Ямакадзе», а біля Голо до нього додався другий корабель цього класу «Кавакадзе». Коли японські кораблі вступили у згаданий вище бій у протоці Бадунг, «Асігара» зі своєю охороною спішно рушив їм на допомогу, проте союзники не переслідували десантний загін і цього разу зустріч «Асігари» з ворожими силами не відбулась. Після кількох переходів «Асігара» прибув у Макассар, причому з 23 лютого його охорону становили есмінці «Ікадзучі» та «Акебоно». 26 числа цей загін, до якого приєднались важкий крейсер «Мьоко» і есмінець «Інадзума», вийшов у море та попрямував у район на північ від острова Кангеан. 1 березня тут спробував пройти британський важкий крейсер у супроводі двох есмінців, який намагався прорватись до Австралії після поразки союзного з'єднання у вирішальній битві в Яванському морі. Загін Асігари вступив у бій, а через годину союзні кораблі наздогнали 2 інші японські важкі крейсери, які до того виграли першу битву. За кілька хвилин британський крейсер дістав перше влучання снарядом, а потім по ньому провели вдалу торпедну атаку «Акебоно» та «Інадзума». Окрім участі у знищенні ворожого крейсера, «Асігара» та «Мьоко» вели вогонь по есмінцю HMS Encounter, який унаслідок близького вибуху снаряда головного калібру з якогось із японських крейсерів втратив хід та був затоплений екіпажем.

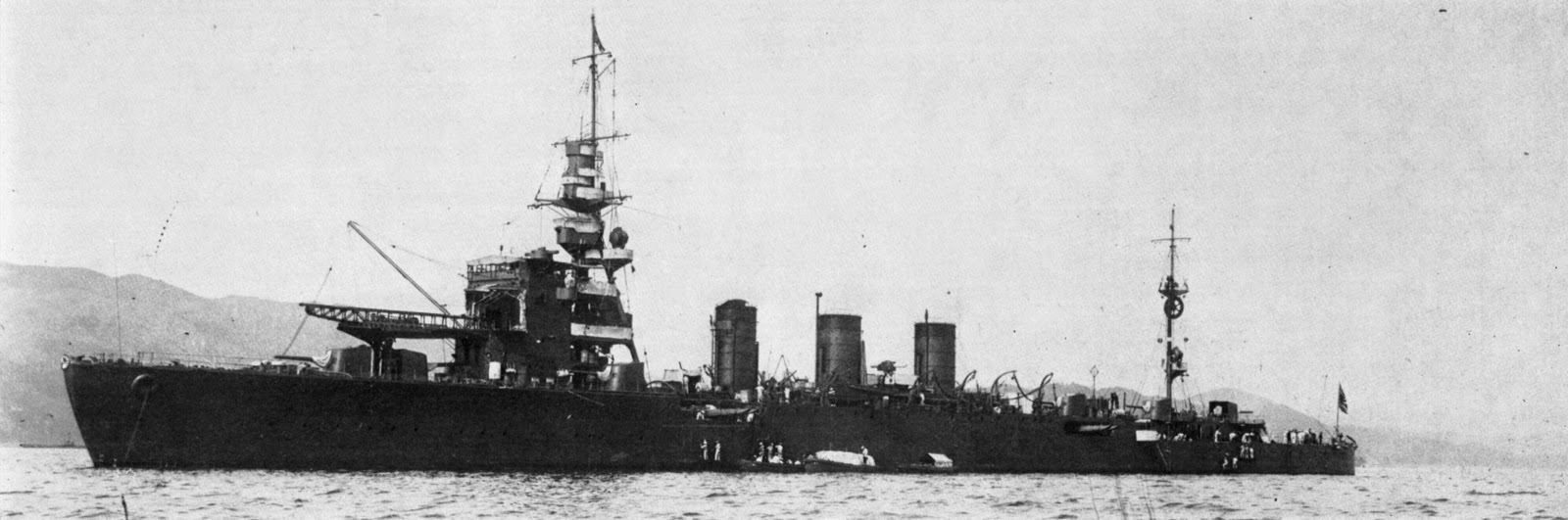
Крейсер «Кіну»

9 березня 1942-го Ява капітулювала, а наступної доби відбулись зміни у складі 16-ї дивізії. «Асігара» зробили флагманом Другого Південного експедиційного флоту (тільки-но створене формування, яке відповідало за дії у Нідерландській Ост-Індії), натомість до дивізії включили одразу два легкі крейсери — «Кіну» (до того був флагманським кораблем 4-ї ескадри підводних човнів) та «Наторі» (був флагманом розформованої 5-ї ескадри ескадрених міноносців).
Рівно через місяць, 10 квітня 1942-го, відбулась ще одна реорганізація. З 16-ї дивізії вибув «Нагара», що став флагманом новоствореної 10-ї ескадри ескадрених міноносців, проте до неї включили легкий крейсер «Ісудзу», який перед тим був головним кораблем розформованої 15-ї змішаної ескадри. Таким чином, в 16-й дивізії залишилось 3 легкі крейсери — «Кіну», «Наторі» та «Ісудзу».
Вся подальша історія 16-ї дивізії так само виявилась пов'язаною з Південно-Східною Азією (ПСА), яку її кораблі полишали хіба що для проведення ремонтів у Японії та, в поодиноких випадках, з метою доставки підкріплень для кампанії на Соломонових островах. При цьому, враховуючи характер бойових дій у ПСА, крейсери спершу несли переважно сторожову та патрульно-ескортну службу, а потім все більшого значення почали набувати транспортні рейси. 

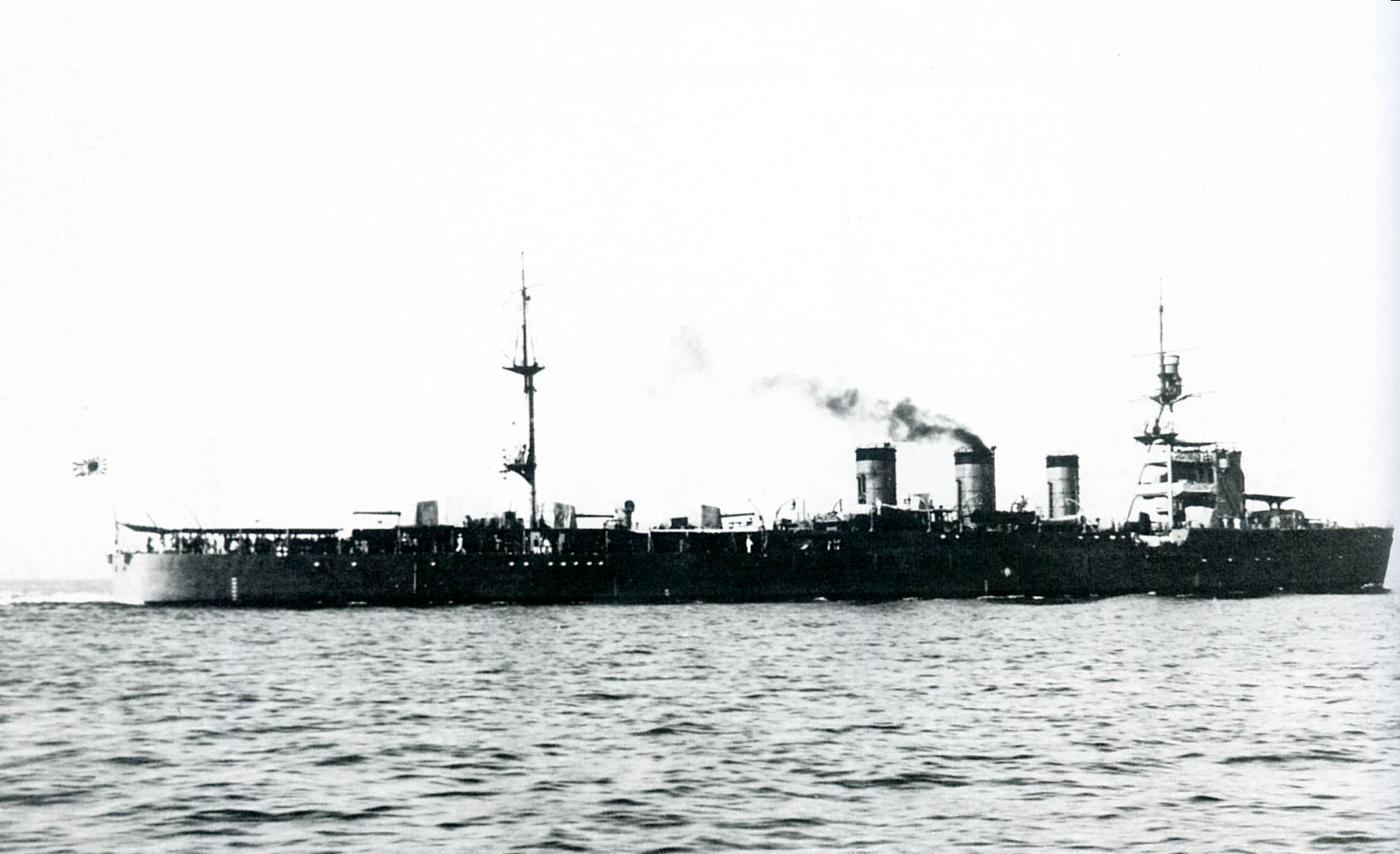
Крейсер «Наторі»

Наприкінці березня 1942-го «Наторі» та «Нагара» задіяли у операції з оволодіння островом Різва (за три сотні кілометрів на південь від Яви), висадка на який відбулась 31 березня та практично не зустріла спротиву зі сторони гарнізону. Втім, після цього «Наторі» довелось провадити на буксирі належний до іншого підрозділу легкий крейсер «Нака», який був пошкоджений підводним човном. «Кіну» наприкінці березня відплив у складі загону, метою якого була окупація нідерландської частини острова Нова Гвінея, та провів у цьому поході майже місяць. Серед завдань «Ісудзу» можна згадати дві кампанії з осадження гарнізонами малих островів на сході Нідерландської Ост-Індії, які припали на травень та липень 1942.
На початку серпня 1942-го всі три крейсери дістались до південнобірманського порту Мергуй (наразі М'єй на східному узбережжі Андаманського моря), куди вони прибули з різних пунктів ПСА. Тоді тут  збиралось з'єднання для рейду до Індійського океану, якому, втім, не судилось відбутись — 7 серпня союзники висадились на сході Соломонових островів, що започаткувало шестимісячну битву за Гуадалканал та змусило японське командування перекидати сюди підкріплення. Рейд скасували і всі зібрані у Мергуй кораблі, за виключенням 16-ї дивізії, вирушили на схід до Океанії.
На початку осені «Кіну» та «Ісудзу» також попрямували до Меланезії, маючи за мету доправити туди війська. 13 вересня 1942-го вони вийшли у складі першого ешелону конвою з Яви, а 22 вересня висадили доставлені підкріплення на якірній стоянці Шортленд (прикрита групою невеликих островів Шортленд акваторія біля південного завершення острова Бугенвіль, де зазвичай відстоювались бойові кораблі та перевалювались вантажі для подальшої відправки далі на схід Соломонових островів). Після цього «Кіну» одразу попрямував назад до ПСА, тоді як «Ісудзу» залишився у регіоні та з 25 вересня став головним кораблем 2-ї ескадри ескадрених міноносців (її попередній флагман «Дзінцу» в кінці серпня був пошкоджений та відправився на ремонт). Втім, того ж 25 вересня до складу 16-ї дивізії знову включили легкий крейсер «Кума», переданий із згаданого вище Третього Південного експедиційного флоту. На той момент він перебував у рейсі до Рабаула у складі конвою «Шитай № 1», який досягнув пункту призначення 10 жовтня. Після цього «Кума» одразу повернувся до ПСА, а 27 листопада — 11 грудня здійснив ще один рейс до Рабаула.

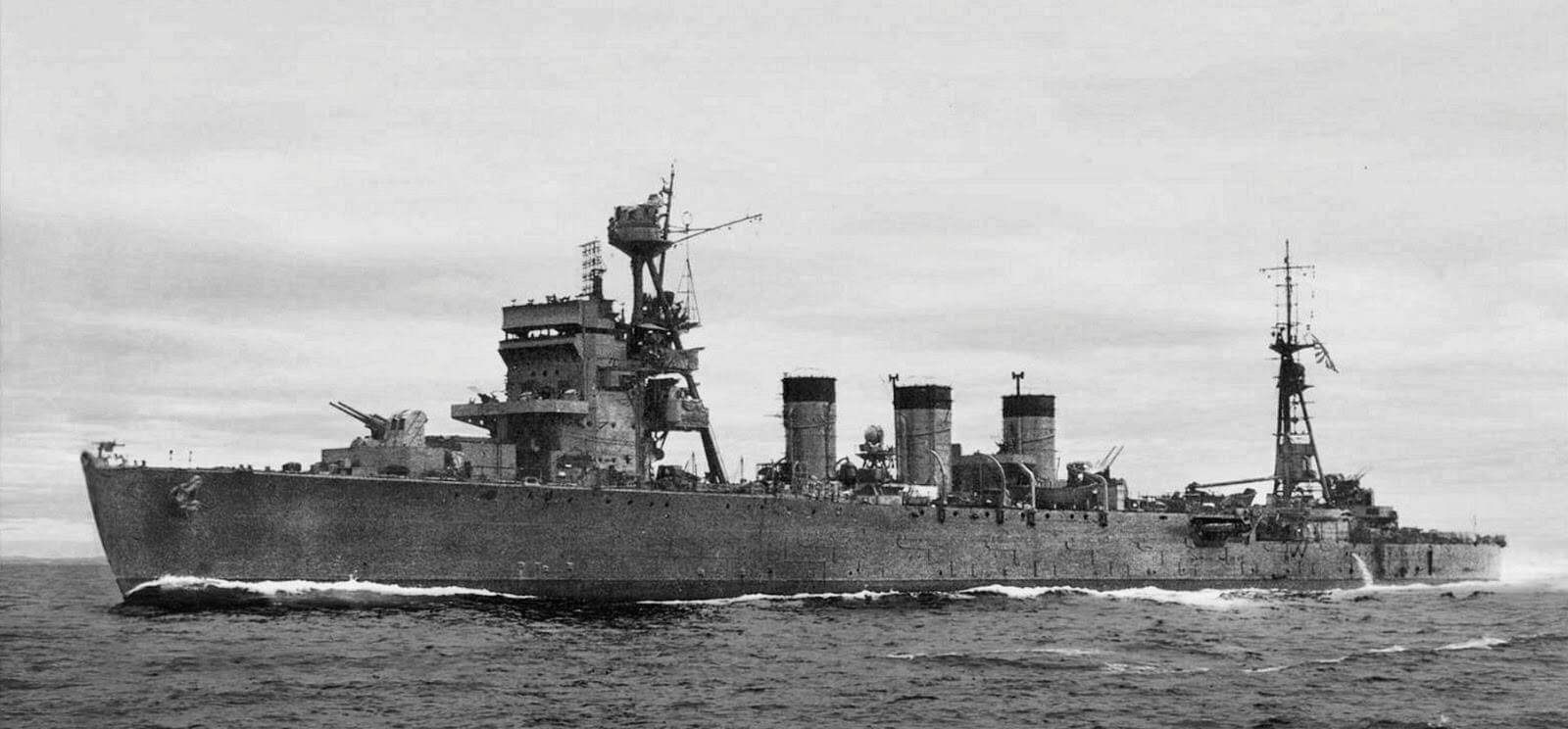
Крейсер «Ісудзу»

«Наторі» на початку листопада 1942-го взяв участь у взятті під контроль островів Танімбар (між Тимором та південно-західним узбережжям Нової Гвінеї), у другій половині листопада — на початку грудня разом з «Кіну» готувався до відбиття десанту на Тимор (японське командування отримало хибну інформацію про це від італійської розвідки), а наприкінці грудня доставив війська до Порт-Холландія (наразі Джаяпура) на північному узбережжі Нової Гвінеї. 9 січня 1943-го неподалік від Амбону «Наторі» уразив торпедою підводний човен. Крейсер зміг полишити місце атаки, але його відновлення затягнулось аж до квітня 1944-го, а по виходу з ремонту «Наторі» включили до Флоту Центрально-тихоокеанської зони.
Тим часом 16-та дивізія певний час продовжувала діяти у двокорабельному складі. Наприкінці лютого 1943-го «Кума» та «Кіну» виконали спільний рейс для доставки військ на захід Нової Гвінеї. На початку червня «Кіну» здійснив ще один рейс для доставки військ на Нову Гвінею, а також на острів Серам, а «Кума» в кінці травня — на початку червня доправив підкріплення на острів Амбон.

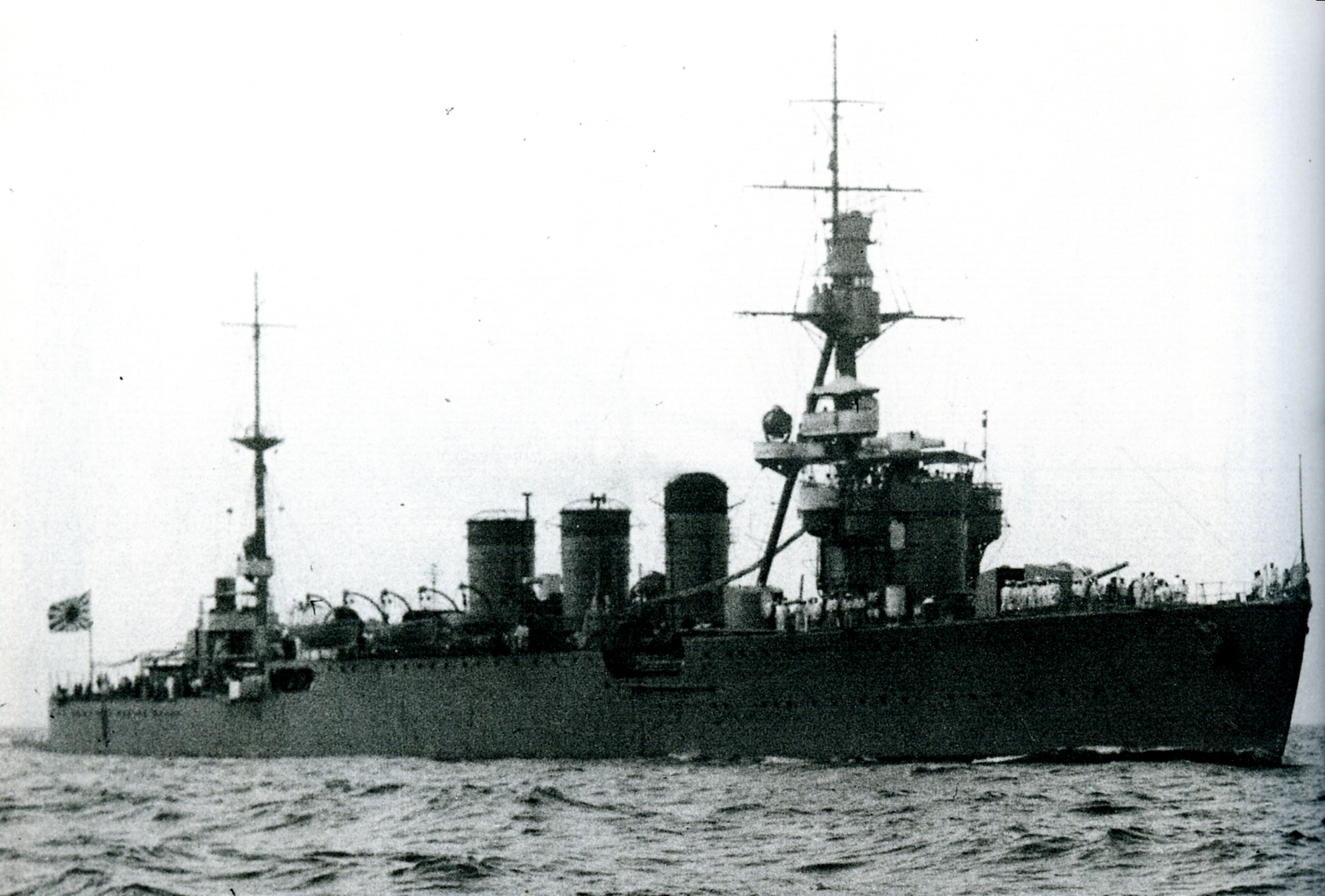
Крейсер «Кітакамі»

23 червня 1943-го під час перебування у Макассарі «Кума» та «Кіну», а також ще 2 легкі крейсери «Кітакамі» та «Оі» (підпорядковувались напряму Флоту Південно-західної зони) були атаковані ворожими бомбардувальниками, проте отримали лише незначні пошкодження від близьких розривів (втім, «Кіну» після цього проходив відновлення з елементами модернізації до середини жовтня). За тиждень після цього, 1 липня 1943-го, «Кітакамі» та «Оі» включили до складу 16-ї дивізії. А з 20 вересня 1943-го до 16-ї дивізії увійшов та став її флагманом важкий крейсер «Асігара». Після цього корабельний склад підрозділу охопив 5 крейсерів — усі, що на той момент діяли у Південно-Східній Азії.
У другій половині 1943-го «Кума» неодноразово доправляв підкріплення до Порт-Блер (Андаманські острови) — двічі він здійснив рейси у серпні з північної Суматри та по одному разу виходив з цією метою в жовтні та грудні із Сінгапуру. «Кітакамі» та «Оі» наприкінці серпня — на початку вересня доправили війська з Сінгапура на Нікобарські острови, а в другій половині жовтня здійснили два рейси (з Пенангу та Сінгапуру) до того ж Порт-Блер.
У першій декаді січня 1944-го «Асігара» та «Кума» взяли участь у перевезенні військ з Сінгапура до південнобірманському порту Мергуй (наразі М'єй на східному узбережжі Андаманського моря). На зворотному шляху «Кума» залишився у Пенанзі та був долучений до тренувань літаків-торпедоносців. 11 січня під час другого виходу з Пенангу для зазначених тренувань «Кума» був потоплений британським підводним човном HMS Tally-Ho.
Невдовзі бойовий склад 16-ї дивізії ще більше скоротився. 23—25 січня всі її три легкі крейсери — «Кіну», «Кітакамі» та «Оі» — здійснили рейс для доставки військ до Порт-Блер. На зворотному переході 27 січня «Кітакамі» був уражений двома торпедами з британського підводного човна HMS Templar. Хоча пошкоджений корабель не затонув, проте почалось багатомісячне відновлення, а потім модернізація у носій «кайтенів», які завершились лише в січні 1945-го, при цьому з 15 листопада 1944-го «Кітакамі» рахувався у прямому підпорядкуванні командування Об'єднаного флоту.

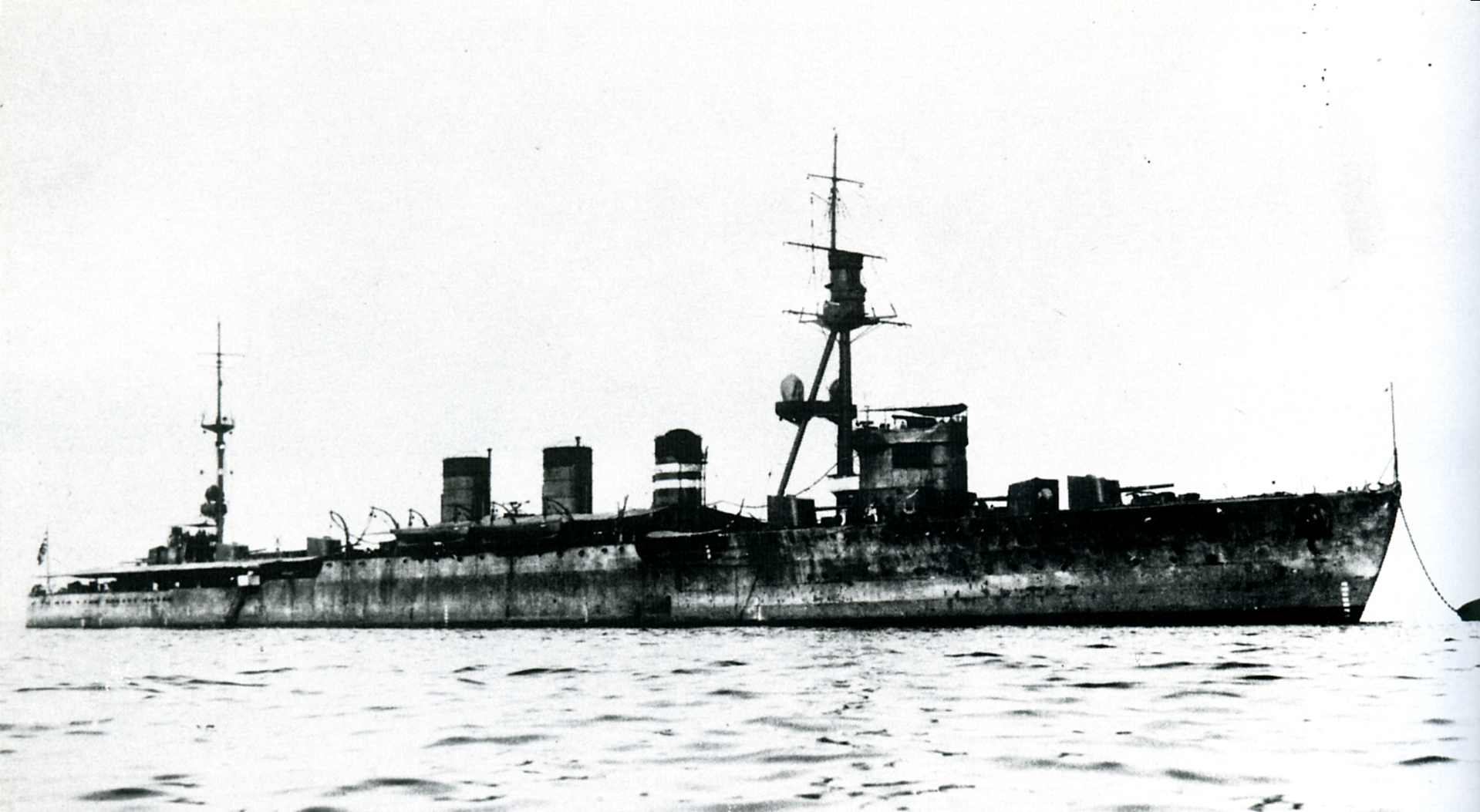
Крейсер «Оі»

25 лютого 1944-го «Асігара» призначили для використання у північній зоні та перевели до 21-ї дивізії крейсерів. Того ж дня до 16-ї дивізії включили та зробили її флагманським кораблем важкий крейсер «Аоба», який до того підпорядковувався Першому Південному експедиційному флоту.
27 лютого 1944-го «Кіну» та «Оі» разом з 3 есмінцями вийшли для ескортування «Аоба» та ще двох важких крейсерів, які мали вийти у рейд до Індійського океану для дій на комунікації між Аденом та австралійським Фрімантлом. 1 березня загін пройшов через Зондську протоку між Суматрою та Явою, після чого важкі крейсери попрямували у відкритий океан. «Кіну» та «Оі» повернулись до Індонезії, обійшли Яву з півночі та прибули в район протоки Ломбок (веде до Індійського океану на схід від Яви). Тут їх виявив американський підводний човен, що дало командуванню союзників підстави припустити, що якісь японські кораблі вийшли для дій у океані (прохід загону 1 березня через Зондську протоку виявився непоміченим союзниками). Як наслідок, за пару днів випустили наказ всім судам в районі можливого японського рейду змістити маршрути на південь та захід, так що у підсумку рейдерам (точніше — крейсеру «Тоне») вдалось потопити лише один транспорт. 15 березня «Кіну» та «Оі» і 5 есмінців зустріли загін Аоба та провели його через Зондську протоку у зворотному напрямку
Продовжувались і транспортні рейси. Ще в першій декаді лютого 1944-го «Оі» прийняв у Пенанзі персонал Флоту південно-західної зони та доставив його до Сурабаї. На початку квітня 1944-го «Аоба», «Кіну» та «Оі» вийшли з Сінгапура для перевезення боєприпасів та за кілька діб прибули до східного узбережжя Борнео, після чого «Кіну» пройшов далі до Давао (на південному узбережжі філіппінського острова Мінданао). У середині квітня «Кіну» здійснив перехід на Сайпан (Маріанські острови), де прийняв війська та наприкінці місяця доправив їх на східне узбережжя острова Целебес. Тим часом «Аоба» та «Оі» повернулись до Сінгапуру і в середині квітня доставили звідси до Пенангу торпеди для 8-ї ескадри підводних човнів, яка діяла у Індійському океані. В Пенанзі вони узяли на борт персонал авіагрупи ВМФ та припаси, потім в Сінгапурі дозавантажились персоналом іншої авіагрупи і до кінця квітня перевезли їх до Давао.

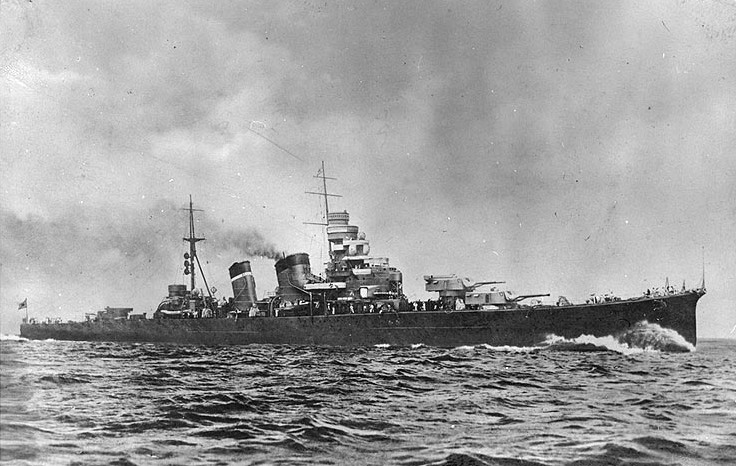
Крейсер «Аоба»

У другій половині травня 1944-го «Аоба» та «Оі» пройшли від Борнео до Палау, звідки рушили у транспортний рейс до Соронгу (північно-західне завершення Нової Гвінеї). Далі кораблі повернулись на Палау і невдовзі вийшли у другий рейс до Соронгу, від якого на цей раз повернулись до Борнео.
Наступний похід «Аоба» здійснив разом з «Кіну» в межах протидії ворожим силам, які наприкінці травня висадились на острів Біак біля північно-західного узбережжя Нової Гвінеї. Спершу вони пройшли від Борнео до Замбоанги (західне узбережжя острова Мінданао), де прийняли на борт війська. 4 червня кораблі зайшли до Соронгу, висадили тут частину бійців, а наступної доби рушили далі на схід. Втім, невдовзі рейс до Біаку скасували через присутність ворожих сил. За кілька діб «Аоба» з «Кіну» прибули до острова Бачан (біля південно-західного завершення значно більшого острова Хальмахера), де зібралось угруповання для операції по допомозі Біаку. Втім, 12 червня 1944-го американці розпочали операцію заволодіння Маріанськими островами, які розглядались японським командуванням як складова частина основного оборонного периметра імперії. Головні сили японського флоту вийшли для контратаки, після чого більшість кораблів з Бачану рушила на з'єднання з ними. «Аоба» та «Кіну» не залучили до цієї операції (яка завершилась поразкою у битві 19–20 червня у Філіппінському морі), натомість вони рушили у напрямку Сінгапуру.
Що стосується «Оі», то він провів червень на острові Ява, на початку липня прибув до Маніли, а 18 липня 1944-го рушив звідси до Сінгапуру. 19 липня в районі за шість сотень кілометрів на захід від виходу з Манільської бухти кораблі перестрів та потопив американський підводний човен USS Flasher, що скоротило бойовий склад 16-ї дивізії до двох одиниць — «Аоби» та «Кіну».
«Аоба» після повернення від Нової Гвінеї кілька місяців перебував в районі Сінгапуру на якірній стоянці Лінгга (тут базувались головні сили японського флоту, які командування перемістило ближче до районів нафтовидобутку), тоді як «Кіну» в серпні здійснив транспортний рейс з Лінгга через Манілу до Палау, а потім назад по тому ж маршруту. 11 жовтня на стоянці Лінгга «Аоба» зіткнувся з «Кіну», проте обидва кораблі отримали лише незначні пошкодження.
18 жовтня 1944-го японський флот полишив Лінгга для підготовки до протидії неминучій ворожій атаці на Філіппіни. Кораблі пройшли через Бруней, після чого розділились. 16-та дивізія крейсерів не взяла участі в головній атаці, а була виділена для доставлення підкріплень на острів Лейте, на який висадились союзники. 21 жовтня «Аоба» та «Кіну» вийшли з Брунею до Маніли, при цьому 23 числа за сотню кілометрів від входу до Манільської бухти підводний човен торпедував «Аоба». «Кіну» зміг 24 жовтня привести пошкоджений корабель на буксирі до Маніли, де «Аоба» певний час проходив аварійний ремонт. Що стосується «Кіну», цей крейсер 25 жовтня у Кагаяні (острів Мінданао) прийняв на борт бійців та рушив далі для їх доставки на Лейте. 26 жовтня у протоці Джінтото (між островами Панай і Масбате, веде із моря Сібуян до моря Вісаян) «Кіну» став ціллю для літаків авіаносного з'єднання. Крейсер отримав кілька влучань бомбами та у підсумку затонув (при цьому більшість екіпажу та прийнятих на борт військовослужбовців встигли зняти швидкохідні транспорти, які рушили з Кагаяну до Лейте дещо раніше і тепер повертались назад).
«Аоба» на початку грудня зміг дістатись Японії, втім, в умовах тотальної кризи визнали недоцільним витрачати вкрай обмежені ресурси для його ремонту. Корабель перевели до резерву, а наприкінці липня він був добитий під час нальотів американської авіації на Куре.